# Эпталофос
Эпталофос (греч. Επτάλοφος) — деревня в Греции. Находится в регионе Фокида.
Старое название села — Ано Аго́риани, что означает «Верхнее Аго́риани». Нижнее Аго́риани (Като Аго́ряни) — это Лилея (Фокида). По Максу Фасмеру, этимология старого названия славянская.
Деревня является туристическим центром. Расположен на северо-западных склонах Парнаса, зимой постоянно покрыт снегом. Рядом есть водопад.